# Topesio
Topesio (Mortimer Mouse) è un personaggio immaginario dei fumetti e dei cartoni animati della Disney, creato da Ted Osborne e Floyd Gottfredson nel 1936 come corteggiatore di Minni e rivale di Topolino.
Ha notevoli somiglianze fisiche e comportamentali con un altro personaggio creato da Gottfredson, Bubbo l'illusionista (Montmorency Rodent), tanto che i due personaggi vengono spesso confusi tra di loro. Anche il personaggio di Felice, il bel gagà (Mr. Slicker), è stato a volte confuso con Topesio.
In alcune storie italiane degli anni ottanta è stato usato per lui il nome Mortimer.

## Descrizione
Alto e con un lungo muso, caratterizzato da un paio di baffetti da seduttore, incisivi sporgenti e lunghe basette, veste abitualmente con un elegante look sportivo anni quaranta: pullover a collo alto, pantaloni larghi con pinces e risvolti, spesso alla guida di una sfavillante decapottabile. Spavaldo, arrogante e amante del lusso, Topesio è il "rivale in amore" di Topolino. Tenta in tutti i modi di ridicolizzarlo per far colpo su Minni, la quale lo trova inizialmente simpatico e galante; Topolino, dopo aver subito sleali provocazioni ed angherie da parte del suo rivale, alla fine riesce puntualmente a fare fallire i suoi tentativi.

## Storia editoriale
Fa la sua prima apparizione nei fumetti in cinque tavole domenicali del 1936, disegnate da Floyd Gottfredson su sceneggiatura di Ted Osborne; nella prima pubblicazione italiana della storia il personaggio viene battezzato Felice, facendo confusione con Felice il bel gagà/ Mr. Slicker, che è un personaggio a parte; in italiano Topesio è stato successivamente anche chiamato Princisbello, Mortimer e Ranulfo. Pochi mesi dopo fa il suo esordio cinematografico nel corto "Il rivale di Topolino" (Mickey's Rival). 
Nel 1941 Gottfredson creò un personaggio molto simile a Topesio, ossia Bubbo l'illusionista (Montmorency).
Negli anni settanta, lo Studio Disney decise di riprendere il personaggio di Mortimer/Topesio. Lo stesso personaggio apparve in seguito nelle produzioni brasiliane degli anni settanta e ottanta. Negli anni novanta, dopo aver preso la decisione di scrivere nuove storie con un antagonista di Topolino, la Walt Disney Animation usò il nome Mortimer ma con l'aspetto del Montmorency/Bubbo del 1941. Pure nei fumetti editi negli USA dalla Gemstone, quando venivano usate le storie realizzate in Danimarca col personaggio di Montmorency, esso venne nominato Mortimer. Mortimer è considerato il nome che i lettori del ventunesimo secolo (specialmente i più giovani) associano a quel disegno dalle fattezze di Montmorency/Bubbo.
Il personaggio di Mortimer/Topesio è apparso anche nelle serie animate Mickey Mouse Works, House of Mouse - Il Topoclub e La casa di Topolino dove viene chiamato con il suo nome originale, Mortimer. Topesio è doppiato da Maurice LaMarche. Nel 1999 appare con il nome Mortimer nel cartone animato Topolino e la Magia del Natale, in cui è il proprietario dell'azienda dove lavora Minni. 
Da notare che Mortimer Mouse è anche il nome di uno zio e di un bisnonno di Minni, omonimi ma che non c'entrano nulla con Topesio.
Di seguito, ecco gli altri due personaggi che spesso, erroneamente, sono stati confusi con l'originale Mortimer Mouse:

### Bubbo Rodinì (Montmorency Rodent)
È un illusionista che tenta di corteggiare Minni nella storia Topolino e l'illusionista (1941), scritta da Merrill De Maris e disegnata da Floyd Gottfredson; alla fine della storia si scopre essere un autista che utilizza la macchina e i vestiti del suo capo per fare bella figura con Minni. 
Gottfredson aveva basato Montmorency sul precedente Mortimer (Topesio), ma gli cambiò nome perché il nipote di Topolino, Morty (nome originale di Tap), era divenuto un personaggio più importante di quanto fosse stato nel 1936, e non voleva che i due avessero nomi simili. Inoltre, lo differenziò ulteriormente da Topesio/Mortimer disegnandolo più alto, senza baffi e col pelo grigio anziché nero. Comunque, Montmorency non era solo un Mortimer "rinominato" in quanto, dopo essere stato introdotto nel 1941, nella trama fu trattato come se Topolino non l'avesse mai conosciuto prima, mentre in realtà Topolino aveva conosciuto Topesio/Mortimer nelle strisce del 1936: quindi, benché fisicamente molto somiglianti e facili da confondere, Mortimer/Topesio e Montmorency/Bubbo sono due personaggi totalmente distinti e separati.
Dagli anni novanta in poi, la casa editrice danese Egmont usò Montmorency Rodent ma basandolo sul disegno del 1941. Nelle nuove storie Montmorency aveva i baffi dato che era stato adattato dal personaggio di Mortimer, che li aveva sempre avuti. Negli anni novanta, dopo aver preso la decisione di scrivere nuove storie con un nemico di Topolino, la Walt Disney Animation usò il nome Mortimer ma con l'aspetto del Montmorency del 1941, unificando di fatto (erroneamente) i due personaggi.  Anche nei fumetti pubblicati dalla Gemstone, quando venivano usate le storie danesi con la summenzionata versione di Montmorency, il personaggio venne chiamato Mortimer. In Inducks (considerato il più attendibile database dei personaggi Disney) i due personaggi sono considerati due versioni dello stesso personaggio. 

### Felice il bel gagà (Mr. Slicker)
Felice, detto il bel gagà (Mr. Slicker) è un truffatore che vuole sposare Minni per interesse; capo di una banda di criminali, non esita a commettere furti e rapine per ottenere il suo scopo, addossando la colpa dei suoi misfatti al suo rivale Topolino per screditarlo agli occhi della famiglia di Minni.
Comparso nella storia Topolino e il bel gagà (1930, scritta e disegnata da Floyd Gottfredson e collaboratori), non è stato poi utilizzato in nessun'altra storia.
Felice è un personaggio completamente slegato da Topesio e Bubbo, ma anche lui a volte è stato confuso con questi ultimi a causa di una vaga somiglianza fisica e caratteriale.

## Differenze tra Topesio, Bubbo e Felice
Topesio è leggermente più basso di Bubbo e ha dei sottili baffetti; inoltre, nei fumetti a colori, ha il pelo nero anziché grigio, a differenza di quello di Bubbo. Entrambi poi sono caratterizzati da un grosso incisivo sporgente, del tutto assente in Felice.
Esistono delle differenze comportamentali anche tra la coppia Topesio-Bubbo e il suddetto Felice. Tutti e tre sono corteggiatori di Minni, ma Topesio e Bubbo hanno motivazioni esclusivamente galanti, mentre Felice ha scopi venali e finge di esserne innamorato per impossessarsi della fattoria di suo padre.